# カール・アルベルト・アンデルセン
カール・アルベルト・アンデルセン(Carl Albert Andersen、1876年8月15日 - 1951年9月28日)は、ノルウェーオスロ出身の陸上競技(棒高跳び、走り高跳び)選手、体操競技選手。
初めて出場したオリンピックは、1900年パリオリンピックで棒高跳びと走り高跳びの2種目に出場し、それぞれ3位と4位になって銅メダルを1枚獲得した。1906年アテネオリンピックでは体操競技の代表として個人5種目と、団体に出場し団体で金メダルを獲得した。しかしこのオリンピックは国際オリンピック委員会により認められていない。2年後のロンドンオリンピックでは団体のみに出場し銀メダルを獲得した。